# Région du Centre (Cameroun)
Pour les articles homonymes, voir Centre.
La région du Centre est l'une des dix régions du Cameroun. Elle est située dans le centre du pays. Son chef-lieu est Yaoundé, qui est aussi la capitale du pays. Elle a une superficie  de 68 953 km2.

## Situation
La région est située au centre du pays, d´une altitude moyenne de 200 à 600 mètres, elle est limitrophe de cinq régions camerounaises.
| Ouest    | Adamaoua |     |
| Littoral | Centre   | Est |
|          | Sud      |     |

## Subdivisions

### Départements

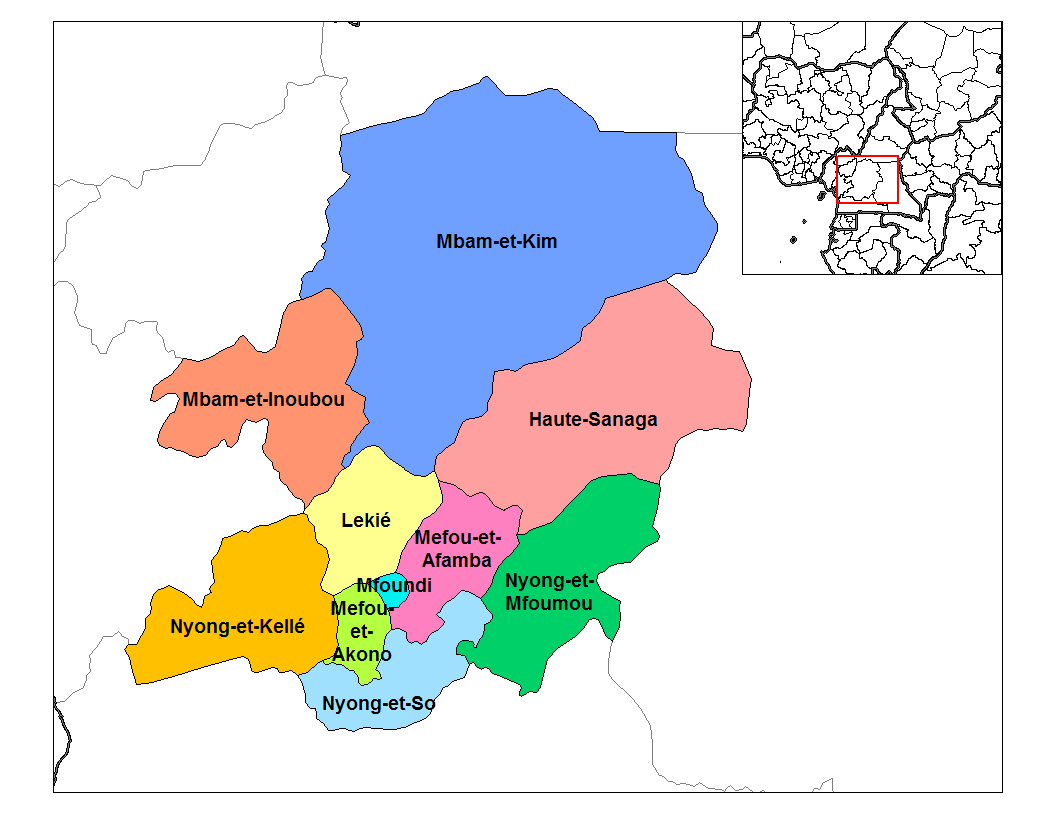
Les départements de la région du Centre.

La région du Centre est composée de 10 départements. Deuxième région du pays par son étendue, elle couvre une superficie de 68 926 km2 soit 14,5 % du territoire national, elle abrite plus de 2 501 200 habitants.
| Département      |  | Chef-lieu   | Superficie | Population (2001) |
| ---------------- |  | ----------- | ---------- | ----------------- |
| Haute-Sanaga     |  | Nanga-Eboko | 11 854     | 115 305           |
| Lekié            |  | Monatélé    | 2 989      | 354 864           |
| Mbam-et-Inoubou  |  | Bafia       | 7 125      | 153 020           |
| Mbam-et-Kim      |  | Ntui        | 25 906     | 64 540            |
| Méfou-et-Afamba  |  | Mfou        | 3 338      | 89 805            |
| Méfou-et-Akono   |  | Ngoumou     | 1 329      | 57 051            |
| Mfoundi          |  | Yaoundé     | 297        | 1 248 235         |
| Nyong-et-Kéllé   |  | Éséka       | 6 362      | 145 181           |
| Nyong-et-Mfoumou |  | Akonolinga  | 6 172      | 130 321           |
| Nyong-et-So'o    |  | Mbalmayo    | 3 581      | 142 907           |

### Arrondissements
La région compte 70 arrondissements.

### Communes
La région compte 63 communes, sept communes d'arrondissement et une communauté urbaine : Yaoundé.

### Chefferies traditionnelles

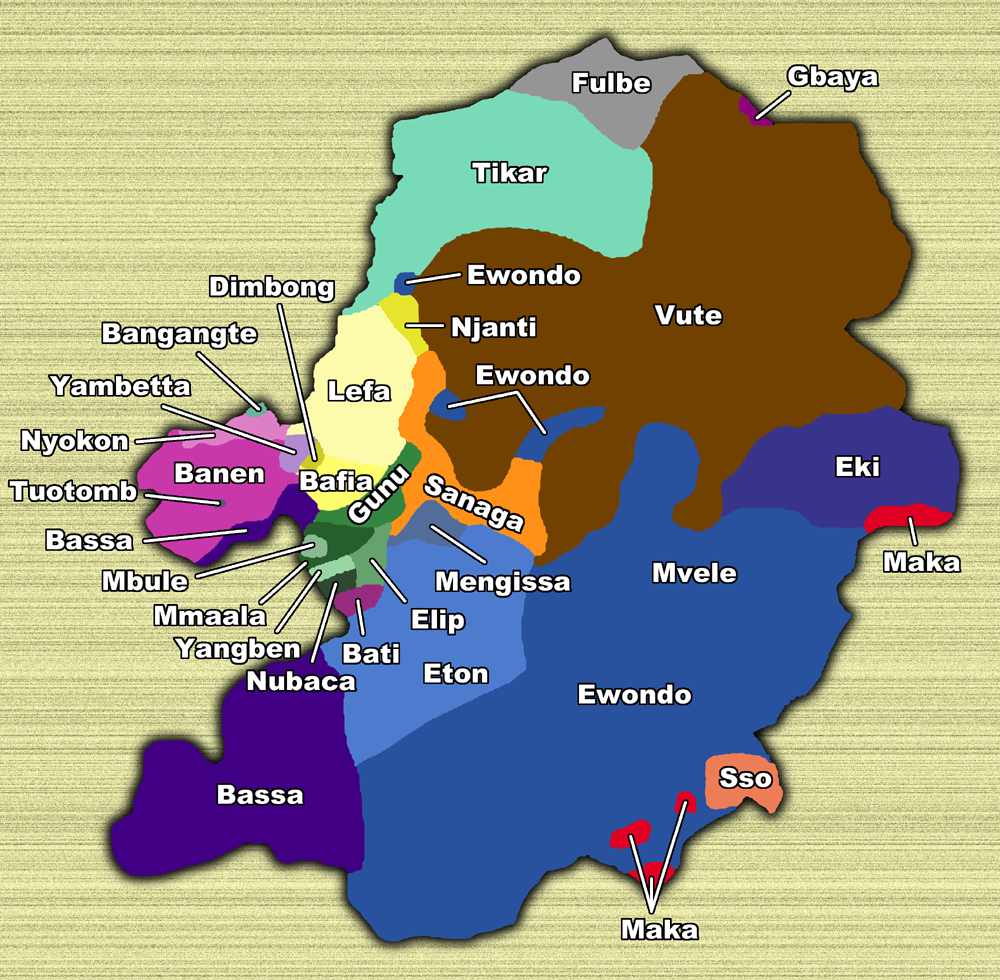
Groupes ethniques de la région Centre.

La région du Centre compte six chefferies traditionnelles de 1er degré, 171 chefferies de 2e degré et 2535 chefferies de 3e degré.

## Population
En 2015, la région compte 5 000 000 habitants et présente, à l'échelle du Cameroun, une densité moyenne avec 44,9 hab./km2.

## Culture

### Danses Traditionnelles

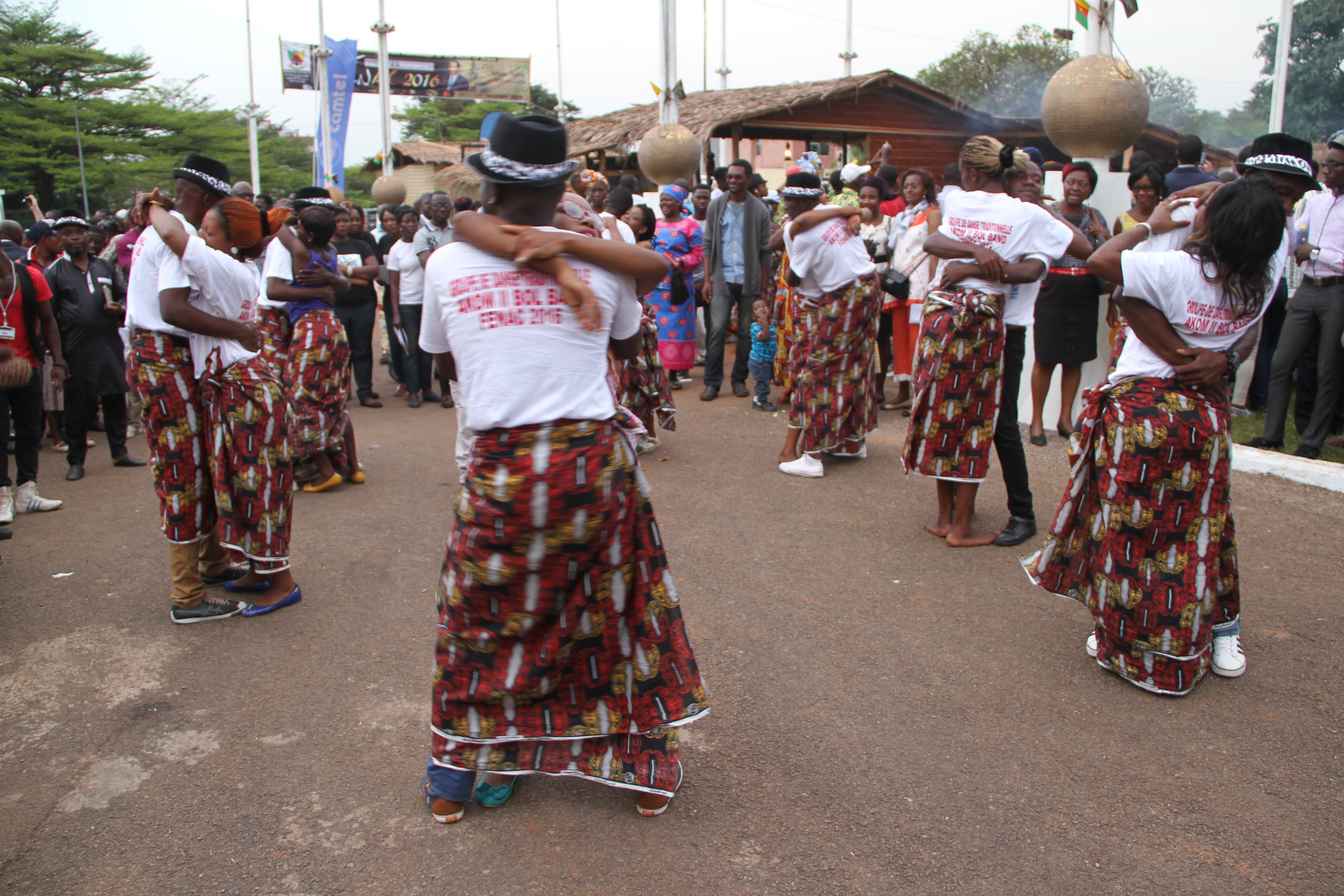
Ekang.
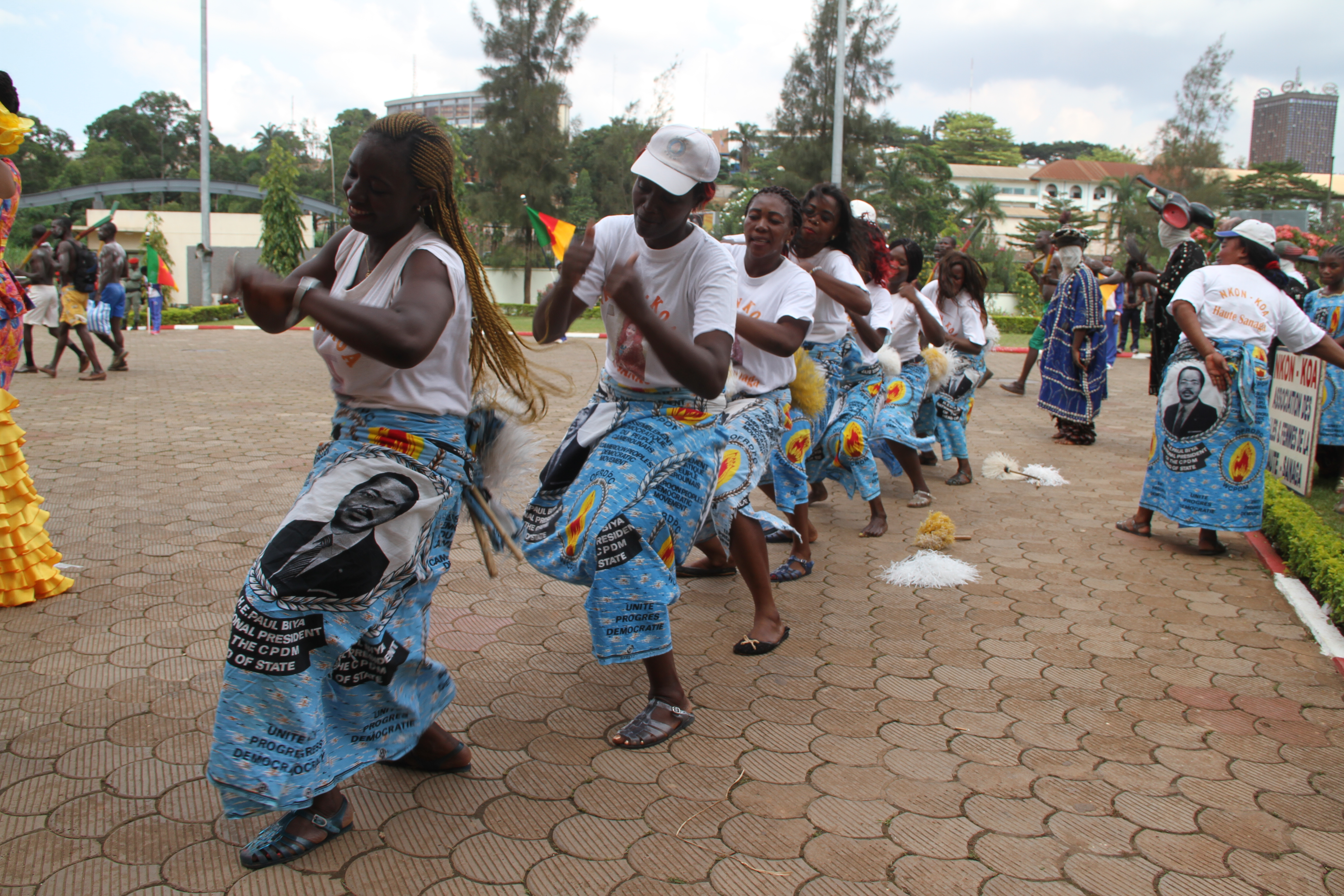
Bafia.
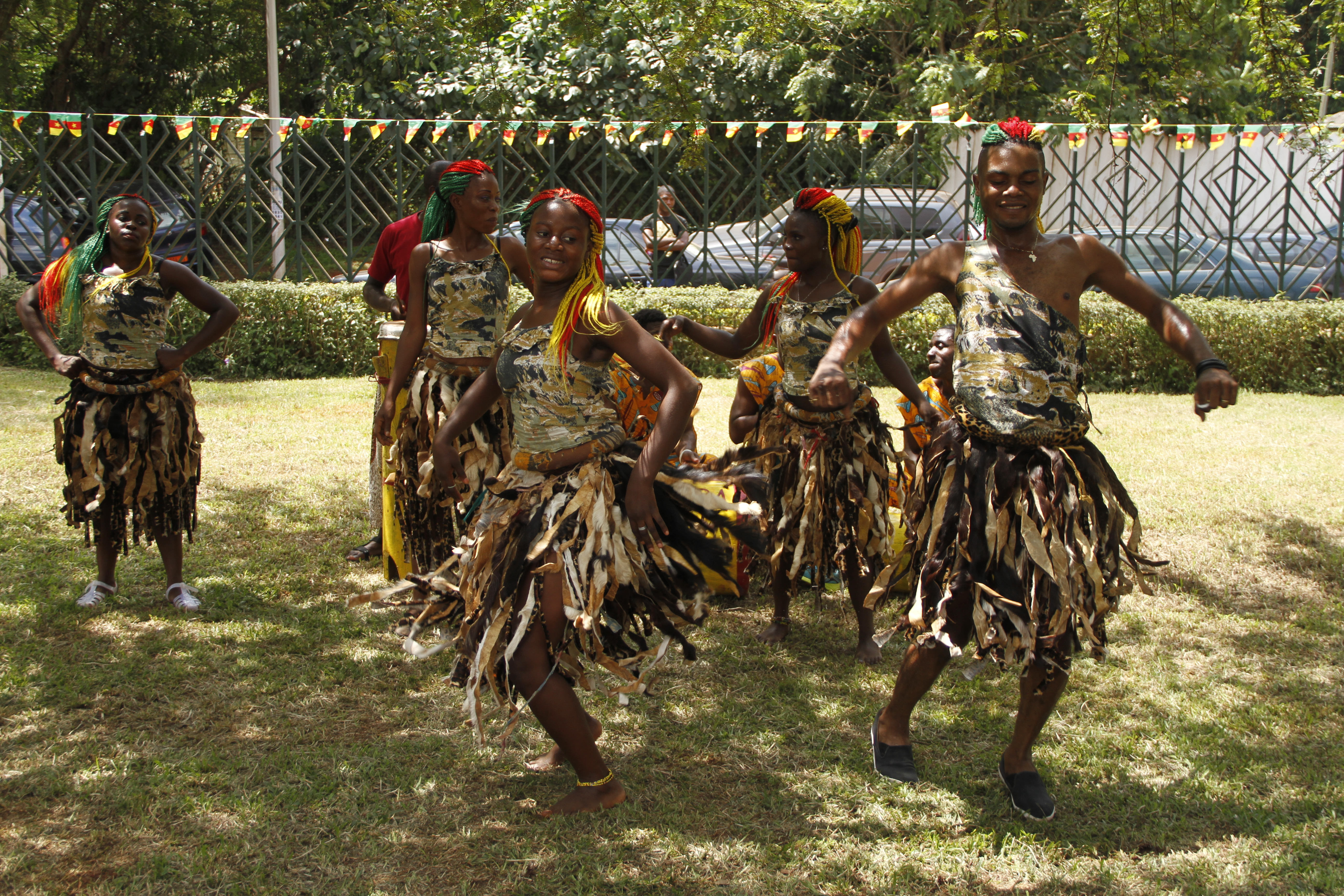
Bikutsi.
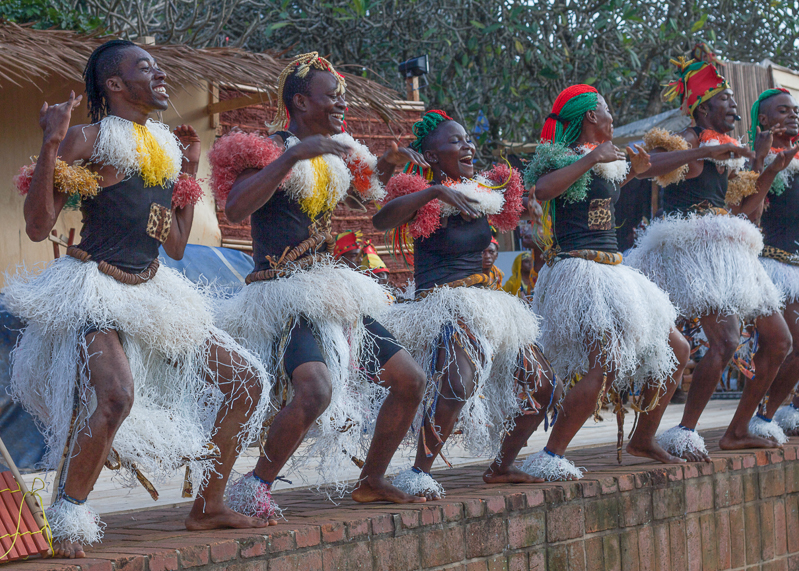
Groupe de danse Bikutsi.
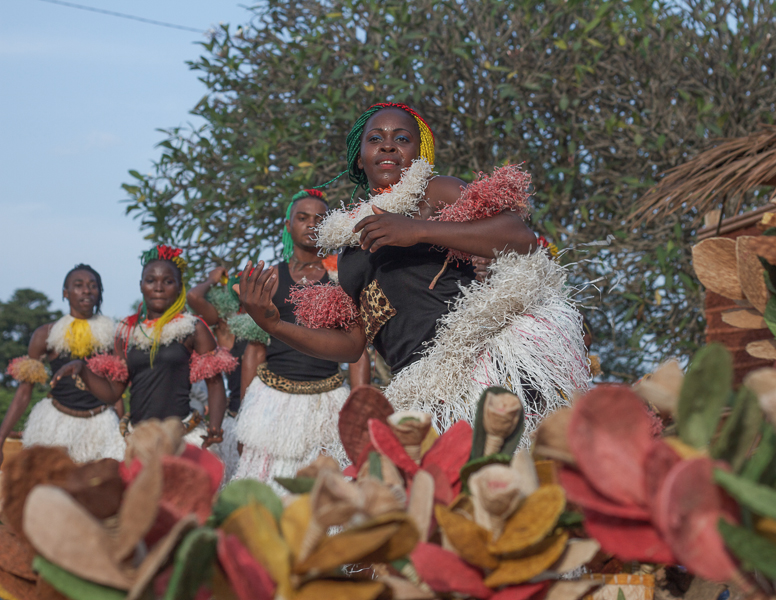
Bikutsi.

## Environnement
La région (avec la région voisine du Littoral abrite un milieu écologiquement exceptionnellement riche et bien conservé : la forêt d'Ebo, dont il a été question de 2006 à 2012 de la classer en Parc national, puis de l'ouvrir à l'exploitation forestière (décision du 14 juillet 2020), avant que le gouvernement ne se ravise (décision d'aout 2020).